# Kukukkhegy
Kukukkhegy Mogyoród település határdombjainak egyike, korábban Juhállásnak nevezték.
A határdombokat dűlő, tető, hegy néven jelölték a különböző történelmi időszakokban. Ezek Nagyhomok, Beregtető (266 m), Somlyóhegy (310 m), Juhállás tető (250 m), Csíkvölgyi dűlő (240 m).

## Helytörténet
Kukukkhegy történetének alakulása szorosan összefügg a falu népességének növekedésével. A 18. század első felében szlovák és német lakosságot telepítettek be, akik állattartással és földműveléssel foglalkoztak, zöldséget termeltek, melyet a fővárosi piacon adtak el. Az állatokat – juh, tehén, disznó – legelőkre hajtották ki; a tehén- és disznócsordát az Erdőalja úttól balra eső legelőn legeltették, a birkákat pedig a Juhállás tetőn, a mai Kukukkhegy területén. Az állatok déli itatása a Kerek tónál történt, ahol gímfás kút és két hosszú vályú állt rendelkezésükre.
Az erdős, füves Juhállás tetőn többféle vad volt található: nyúl, fácán, őz, vaddisznó, mókus, kakukk. Ez utóbbi nagy létszámban, ezért kezdték a legenda szerint a Juhállás tetőt Kukukkhegyként emlegetni. A faluból az állatokat Kukukkhegyre a marhacsapáson hajtották ki, ez a mostani faluba vezető úttal is megegyezik. A Hungaroring építése során a marhacsapást legyalulták és leaszfaltozták, ezért ilyen hullámos és kacskaringós.
1848-tól a falu földesura a váci püspök volt, a falut körülvevő területek nagy része 1903-ban adásvétel útján került a mogyoródiak kezére. A második világháború idején, 1944-ben a szovjet csapatok megállítására Budapest védelme érdekében hármas védelmi gyűrűt építettek ki, melyet Attila-vonalnak neveztek el. Ez mély árkok készítését is jelentette, melyekben a tankok elakadnak. Kukukkhegy közelében a kettes számú vonal húzódott, a légvédelmi ágyúkat pedig az Akácos úti tető közelében helyezték el.
1945 után a mogyoródi földek is termelőszövetkezetekhez kerültek, és mivel Kukukkhegy alkalmatlan volt gépi földművelésre, maradt legelő, majd később a tagok részére háztáji földeknek kimérték és kiosztották. Így fokozódott a zöldségtermelés és a piacokon való értékesítés. Az M3-as autópálya építése idején sokan otthagyták a földeket, ezért a mogyoródi tanács az 1980-as években átlagosan 1000 m2-es telkeket méretett ki Kukukkhegyen, és azokat 50 évi szerződéssel bérbe adta. Ekkor jelentek meg az első „telepesek” szerszámoskamrái. A rendszerváltás után az 50 évi kifizetett bérleti díj fejében a telkeket tulajdonná írták. Megnevezésben a bérbeadási szerződés szerint pontos nevük: JUHÁLLÁS – KUKUKKHEGY, bár mára a Juhállás szó elkopott.